# Long Terminal Repeat
Ein LTR (long terminal repeat) ist eine 200-3000 bp lange DNA-Wiederholungseinheit, die LTR-Elemente genannte Gene oder Pseudogene zu beiden Seiten flankieren und diese nach dem Herausschneiden zur Reintegration ins Genom befähigen (Transposition).
Das Phänomen findet sich bei Retrotransposons, bei Endogenen Retroviren und bei retroviralen Proviren.
Dabei wird bei allen Retroviren das Genom gewöhnlich von LTRs flankiert, die die spätere Integration zum Provirus vermitteln, es gibt aber auch einige Retrotransposons ohne LTRs.
Typischerweise kodiert ein Element, das von einem LTR-Paar flankiert wird, eine Reverse Transkriptase und eine Integrase, wodurch das Element kopiert und an einer anderen Stelle des Genoms eingefügt werden kann. Kopien eines solchen LTR-flankierten Elements können oft hunderte oder tausende Male in einem Genom gefunden werden. LTR-Retrotransposons machen etwa 8 % des menschlichen Genoms aus.

## Aufbau
LTRs enthalten alle Signalsequenzen, die zur Steuerung der Genexpression notwendig sind von 5' nach 3':
- Abschnitt U3 (unique 3') mit GRE (charakteristische Basensequenz TGTTA), Enhancer (TGTGCTAAG) und Promotor (TATA-Box)
- Abschnitt R (redundant) mit einem Polyadenylierungssignal (AATAAA) für die Bildung eines poly(A)-Schwanzes zur Stabilisierung der mRNA (siehe Transkription und Gen)
- Abschnitt U5 (unique 5')

## Funktionen
LTRs können die Transkription initiieren, verstärken und steuern. Sie bieten Bindungsstellen für Transkriptionsfaktoren, die für die Gewebespezifität verantwortlich sind. Sie können aber auch die Transkription terminieren.

## Datierung retroviraler Insertionen
Da 5'- und 3'-LTRs direkt nach der Insertion identisch sind, kann die Differenz zwischen gepaarten LTRs verwendet werden, um das Alter von retroviralen Insertionen zu schätzen.
Diese Methode der Datierung wird von Paläovirologen verwendet, auch wenn sie mit Vorsicht anzuwenden ist, da Störfaktoren wie Genkonversion und homologe Rekombination nicht berücksichtigt werden.